# Viola Rathgeber
Viola Rathgeber (* 20. November 1975 in Berlin) ist eine deutsche Badmintonspielerin.

## Karriere
Viola Rathgeber gewann nach mehreren Medaillen im Nachwuchsbereich 1995 mit Bronze im Mixed sowie mit Silber im Damendoppel und im Dameneinzel ihre ersten Medaillen bei deutschen Einzelmeisterschaften. 1997 erkämpfte sie sich noch einmal Bronze im Doppel.
In ihrer Heimatstadt Berlin startete sie für den SC Siemensstadt und für Südring Berlin. Als sie im Saarland studierte, startete sie für den SSV Heiligenwald.

## Sonstiges
Rathgeber studierte in Saarbrücken und an der FU Berlin Jura und wurde 2006 zum Dr. jur. promoviert.

## Sportliche Erfolge
| Saison    | Veranstaltung                    | Disziplin   | Platz | Name                                                                                      |
| --------- | -------------------------------- | ----------- | ----- | ----------------------------------------------------------------------------------------- |
| 1988/1989 | Deutsche Einzelmeisterschaft U14 | Mixed       | 1     | Tim Breden / Viola Rathgeber (SpFreiz.Leherheide Bremerhaven / SC Siemensstadt Berlin)    |
| 1989/1990 | Deutsche Einzelmeisterschaft U14 | Dameneinzel | 1     | Viola Rathgeber (SC Siemensstadt Berlin)                                                  |
| 1989/1990 | Deutsche Einzelmeisterschaft U14 | Damendoppel | 2     | Viola Rathgeber (SC Siemensstadt) / Franziska Mohaupt (Berliner SC)                       |
| 1989/1990 | Deutsche Einzelmeisterschaft U14 | Mixed       | 1     | Jan Bofinger / Viola Rathgeber (SV Fellbach / SC Siemensstadt Berlin)                     |
| 1990/1991 | Deutsche Einzelmeisterschaft U16 | Dameneinzel | 1     | Viola Rathgeber (SC Siemensstadt Berlin)                                                  |
| 1990/1991 | Deutsche Einzelmeisterschaft U16 | Mixed       | 1     | Tim Breden / Viola Rathgeber (BV 90 Bremerhaven (Post SV / SFL) / SC Siemensstadt Berlin) |
| 1990/1991 | Deutsche Einzelmeisterschaft U18 | Damendoppel | 1     | Viola Rathgeber / Carola Kropp (SC Siemensstadt Berlin / VfL Berliner Lehrer)             |
| 1991/1992 | Deutsche Einzelmeisterschaft U18 | Damendoppel | 2     | Viola Rathgeber (SC Siemensstadt) / Katja Michalowsky (TSV Glinde)                        |
| 1991/1992 | Deutsche Einzelmeisterschaft U16 | Dameneinzel | 2     | Viola Rathgeber (SC Siemensstadt)                                                         |
| 1992/1993 | Deutsche Einzelmeisterschaft U18 | Mixed       | 1     | Boris Reichel / Viola Rathgeber (TuS Gildehaus 1906 / SC Siemensstadt Berlin)             |
| 1992/1993 | Deutsche Einzelmeisterschaft U18 | Dameneinzel | 2     | Viola Rathgeber (SC Siemensstadt)                                                         |
| 1992/1993 | Deutsche Einzelmeisterschaft U18 | Damendoppel | 1     | Viola Rathgeber / Nicol Pitro (SC Siemensstadt Berlin / SG Diepholz v. 1870)              |
| 1993/1994 | Deutsche Einzelmeisterschaft U18 | Mixed       | 1     | Boris Reichel / Viola Rathgeber (TuS Gildehaus 1906 / SC Siemensstadt Berlin)             |
| 1993/1994 | Deutsche Einzelmeisterschaft U22 | Damendoppel | 1     | Viola Rathgeber / Nicol Pitro (SC Siemensstadt Berlin / FC Langenfeld)                    |
| 1993/1994 | Deutsche Einzelmeisterschaft U22 | Mixed       | 1     | Christian Mohr / Viola Rathgeber (TSV Lohe-Rickelshof 1923 / SC Siemensstadt Berlin)      |
| 1993/1994 | Deutsche Einzelmeisterschaft U18 | Damendoppel | 1     | Nicol Pitro / Viola Rathgeber (FC Langenfeld / SC Siemensstadt Berlin)                    |
| 1994/1995 | Deutsche Einzelmeisterschaft U22 | Mixed       | 2     | Christian Mohr (TSV Lohe-Rickelshof) / Viola Rathgeber (Eintracht Südring Berlin)         |
| 1994/1995 | Deutsche Einzelmeisterschaft U22 | Damendoppel | 2     | Nicol Pitro (FC Langenfeld) / Viola Rathgeber (Eintracht Südring Berlin)                  |
| 1994/1995 | Deutsche Einzelmeisterschaft     | Dameneinzel | 2     | Viola Rathgeber (BC Eintracht Südring Berlin)                                             |
| 1994/1995 | Deutsche Einzelmeisterschaft     | Mixed       | 3     | Uwe Ossenbrink / Viola Rathgeber (TTC Brauweiler / BC Eintracht Südring Berlin)           |
| 1994/1995 | Deutsche Einzelmeisterschaft     | Damendoppel | 3     | Viola Rathgeber / Nicol Pitro (Südring Berlin / FC Langenfeld)                            |
| 1996/1997 | Deutsche Einzelmeisterschaft     | Damendoppel | 3     | Viola Rathgeber / Anika Sietz (SSV Heiligenwald / BV Gifhorn)                             |
| 1996/1997 | Deutsche Einzelmeisterschaft U22 | Damendoppel | 2     | Viola Rathgeber (SSV Heiligenwald) / Anika Sietz (BV Gifhorn)                             |